# Валтер фон Фатц
Валтер фон Фатц (на немски: Walther von Vatz; † 18 януари 1213) е епископ на Гурк (1200 – 1213) в Каринтия в Австрия.

## Произход и управление
Валтер фон Фатц е от фамилията на фрайхерен на Вац от Реция в Граубюнден (Швейцария), която има богати собствености на източния бряг на Боденско езеро. Роднина е на Дитхелм фон Кренкинген († 12 април 1206), епископ на Констанц (1189 – 1206), и на Еберхард фон Регенсберг († 1 декември 1246), епископ на Бриксен (1196 – 1200), архиепископ на Залцбург (1200 – 1246).
Валтер фон Фатц първо е абат на бенедиктанския манастир „Дизентис“. Близкият му роднина, архиепископът на Залцбург, Еберхард II, го номонира за епископ на Гурк. Папата Инокентий III първо не признава избора и Валтер се подчинява на папското решение. Едва през 1200 г. той отново е избран и помазан. Едновременно той е също генерал-викар на Залцбург.
Епископ Валтер се интересува много от икономическите въпроси и чрез покупки и трансакции увеличава собствеността на епископството. Той строи на катедралата в Гурк и я обзавежда наново.

## Галерия
- Катедралата в Гурк
- Герб на Фац (Фатц) (ок. 1340)